# Rezerwat przyrody Lasy Parczewskie
Lasy Parczewskie – leśny rezerwat przyrody znajdujący się na terenie gminy Dębowa Kłoda, w powiecie parczewskim, w województwie lubelskim. Stanowi fragment dużo większego kompleksu leśnego o nazwie Lasy Parczewskie. Jest położony na gruntach będących w zarządzie Nadleśnictwa Parczew.
- powierzchnia: 157,29 ha[2][3]
- rok utworzenia: 1984
- dokument powołujący – Zarządzenie Ministra Leśnictwa i Przemysłu Drzewnego z 18 maja 1984 roku w sprawie uznania za rezerwat przyrody (MP nr 15, poz. 108).
- przedmiot ochrony (według aktu powołującego): zachowanie starodrzewu sosnowo-dębowego w miejscu intensywnej działalności partyzanckiej w okresie II wojny światowej
- uwagi: podlega ochronie w zakresie międzynarodowego prawa ochrony przyrody – leży w granicach Transgranicznego Rezerwatu Biosfery „Polesie Zachodnie”[2]

Dominującym typem lasu jest bór mieszany, który porasta sosna ze znacznym udziałem dębu szypułkowego i z domieszką brzozy brodawkowatej. W podszycie występują: dąb szypułkowy, jałowiec pospolity, jarząb pospolity, grab pospolity, świerk pospolity, leszczyna i brzoza brodawkowata.
Teren rezerwatu wchodzi w skład dwóch obszarów sieci Natura 2000: siedliskowego „Ostoja Parczewska” PLH060107 i ptasiego „Lasy Parczewskie” PLB060006.

## Turystyka
W zachodniej części rezerwatu wyznaczono pieszą ścieżkę historyczno-edukacyjną o długości około 135 m.
Obok rezerwatu i wzdłuż jego granic przebiegają dwa szlaki turystyczne PTTK:  szlak czerwony tzw. „partyzancki” (LU – 5515),  szlak zielony tzw. „leśny” (LU – 5516), a także trasa rowerowa.